# Egon Tuchtfeldt
Egon Tuchtfeldt (* 27. November 1923 in Dithmarschen; † 23. August 1997 in Muri bei Bern) war ein deutscher Ökonom. Er war langjährig Ordinarius an der Universität Bern.

## Leben
Tuchtfeldt studierte Sozial- und Wirtschaftswissenschaften an der Ruprecht-Karls-Universität Heidelberg, der  Eberhard Karls Universität Tübingen und der Universität Hamburg. Er wurde 1949 bei Karl Schiller am Sozioökonomischen Seminar in Hamburg mit der Dissertation Die Wissenssoziologie als dogmengeschichtliches Erkenntnismittel. Dargestellt am Beispiel der griechischen Wirtschaftslehren zum Dr. rer. pol. promoviert und habilitierte sich 1955 mit der Arbeit Gewerbefreiheit als wirtschaftspolitisches Problem. Danach war er Privatdozent für Volkswirtschaftslehre. 1959 wurde er Professor für Volkswirtschaftslehre an der Universität Erlangen-Nürnberg. Dort leitete er das Institut für Industrie- und Verkehrspolitik.
Er war dann von 1962 bis 1989 als Nachfolger von Fritz Marbach Professor für praktische Nationalökonomie an der Rechts- und Wirtschaftswissenschaftlichen Fakultät der Universität Bern. In Bern war er u. a. einer der Gründer des Volkswirtschaftlichen Instituts. Von 1990 bis 1991 war er Professor für Volkswirtschaftslehre, insbesondere Wirtschaftspolitik an der Helmut-Schmidt-Universität in Hamburg. Seine Forschungsschwerpunkte waren Wirtschaftspolitik, Internationale Wirtschaftsbeziehungen, Wettbewerbspolitik und  Wirtschaftstheorie. Er war Herausgeber zahlreicher Schriften und begründete 1965 die Berner Beiträge zur Nationalökonomie.

## Schriften (Auswahl)

### Monografien
- Gewerbefreiheit als wirtschaftspolitisches Problem (= Volkswirtschaftliche Schriften, Heft 18). Duncker & Humblot, Berlin 1955.
- mit Hugo Sieber: Probleme der schweizerischen Geldpolitik (= Berner Beiträge zur Nationalökonomie, Band 11). Haupt, Bern u. a. 1969.
- mit Hossein Attar, Abdul Ghanie Ghaussy: Verkehrsprobleme in Entwicklungsländern (= Berner Beiträge zur Nationalökonomie, Band 16). Haupt, Bern u. a. 1972, ISBN 3-258-02021-3.
- Gefährdete Marktwirtschaft (= Staat und Politik, Band 17). Haupt, Bern 1977, ISBN 3-258-02672-6.
- Bausteine zur Theorie der Wirtschaftspolitik (= Beiträge zur Wirtschaftspolitik, Bd. 40). Haupt, Bern 1987, ISBN 3-258-03817-1.

### Herausgeberschaften
- Soziale Marktwirtschaft im Wandel (= Beiträge zur Wirtschaftspolitik, Band 20). Rombach, Freiburg im Breisgau 1973, ISBN 3-7930-0820-7.
- Schweizerische Wirtschaftspolitik zwischen gestern und morgen. Festgabe zum 65. Geburtstag von Hugo Sieber‘‘ (= ‘‘Berner Beiträge zur Nationalökonomie, Band 25). Haupt, Bern u. a. 1976, ISBN 3-258-02440-5.
- mit Klaus M. Leisinger, Thomas Straubhaar: Studien zur Entwicklungsökonomie (= Sozioökonomische Forschungen, Band 20). Haupt, Bern u. a. 1986, ISBN 3-258-03665-9.